# Novidio
Novidio fue obispo de Astorga a mediados del siglo IX.
La única noticia histórica acerca de este prelado procede del concilio de Astorga celebrado en fecha imprecisa durante el reinado de Ramiro I de Asturias (842-850), en el que el rey concedía a la diócesis asturicense la jurisdicción eclesiástica sobre las iglesias de las comarcas de Braganza, Aliste, Sanabria, Trives, Caldelas, Caurelle, Quiroga y Valdeorras, que habiendo pertenecido a Astorga en época de los visigodos habían sido desmembradas de ella tras la invasión musulmana del 711.
Se desconoce la fecha de la muerte de Novidio, que algunos autores sitúan en el año 848.